# Særlingen fra Norwalk
Særlingen fra Norwalk er en amerikansk stumfilm fra 1917 af Walter Edwards.

## Medvirkende
- Thelma Salter som Ivy Marten.
- Frank Keenan som Foster Borrum.
- Ernest Butterworth som Warts Warner.
- Gertrude Claire som Mrs. Borrum.
- J.P. Lockney som Jim Owens.